# Toy Run
Toy Run (engl. toy – ‚Spielzeug‘, engl. run – ‚Lauf‘) ist eine Wohltätigkeitsveranstaltung von Motorradfahrern, die der Beschaffung von Kinderspielzeug für zum Beispiel Kinderkliniken oder Kinderheimen dient. Die Benefiz-Fahrten sind gewöhnlich offen für alle Hersteller und Typen.

## Österreich
Die Toy-Run – so Bezeichnung und Genus dieser Veranstaltung – findet seit 1993 jährlich jeden dritten Sonntag im Juni statt. Alle bisherigen Ausfahrten fanden im östlichen Österreich statt. Die Strecke ist ca. 100 km lang, der Abfahrtsort ist Wien. Hauptorganisator der Veranstaltung ist Ernstl Graft. Unterstützt wird er von etwa 130 freiwilligen Helfern, die ehrenamtlich tätig sind.
Im Verlauf der Tour wird ein Kinderheim besucht, für welches vor dem Start Geld- und Sachspenden gesammelt werden. Die Auswahl des Kinderheims erfolgt im Vorfeld und wechselt jährlich. Durch persönlichen Besuch überzeugt man sich vor sowie auch nach den Spendenfahrten, dass die Heimkinder die alleinigen Nutznießer der Benefizfahrt sind. Die begünstigten Heime verpflichten sich, den gesamten Spendenbetrag den Kindern zugutekommen zu lassen. Die anfallenden Kosten für Material und Organisation werden von den Veranstaltern, Gönnern und Teilnehmern selbst aus eigener Tasche bezahlt.
Bei der 19. Toy-Run nahmen 1570 Fahrzeuge teil und „erfuhren“ Spenden in der Höhe von exakt 50.000 €. Diese Summe ergibt sich aus den Geldspenden der Bikerinnen und Biker in der Höhe von 31.360,34 € und der überraschend vom niederösterreichischen Landeshauptmann-Stellvertreter Wolfgang Sobotka zugesagten Spende von 15.000 €. Als die auf 46.360,34 € korrigierten Tafeln erneut in die Höhe gehalten wurden, griff Schurli, der Chef des Eventcatering-Unternehmens am Festplatz, zum Mikrophon und bat, die Summe aufrunden zu dürfen, was einer zusätzlichen Spende von 3.639,66 € entspricht. Der Betrag von 50.000 € wurde in vollem Umfang auf die begünstigten Einrichtungen aufgeteilt.
Der Veranstalter Ernst Graft gab 2007 bekannt, dass es nur 20 Toyruns geben wird. Die 20. und damit letzte österreichische Toy-Run fand am Sonntag, dem 17. Juni 2012, statt.

### Chronik
| Datum         | Spendensumme | Anzahl der |
|               | in Euro      | Motorräder |
| ------------- | ------------ | ---------- |
| 20. Juni 1993 | 1.962        | 148        |
| 12. Juni 1994 | 2.326        | 116        |
| 4. Juni 1995  | 5.232        | 262        |
| 16. Juni 1996 | 5.559        | 316        |
| 15. Juni 1997 | 8.503        | 438        |
| 21. Juni 1998 | 17.005       | 1063       |
| 20. Juni 1999 | 41.351       | 2452       |
| 18. Juni 2000 | 72.823       | 4247       |
| 17. Juni 2001 | 48.508       | 2840       |
| 16. Juni 2002 | 48.411       | 2804       |

| Datum         | Spendensumme | Anzahl der |
|               | in Euro      | Motorräder |
| ------------- | ------------ | ---------- |
| 15. Juni 2003 | 43.686       | 2529       |
| 20. Juni 2004 | 26.650       | 1529       |
| 19. Juni 2005 | 47.719       | 2769       |
| 18. Juni 2006 | 48.853       | 2907       |
| 17. Juni 2007 | 50.158       | 2960       |
| 15. Juni 2008 | 38.824       | 2226       |
| 21. Juni 2009 | 41.044       | 2162       |
| 20. Juni 2010 | 31.087       | 1585       |
| 19. Juni 2011 | 50.000       | 1570       |
| 17. Juni 2012 | 80.000       | 4853       |

Insgesamt wurden in 20 Jahren Geldspenden in Höhe von 709.700,23 € für Kinder gesammelt.

## Deutschland

### Erlangen
In Deutschland findet seit 1995 jedes Jahr Anfang Mai ein Toy Run in Erlangen statt, der zur Kinder- und Jugendklinik am Universitätsklinikum Erlangen führt. Die Initiative geht auf den US-Amerikaner Jay Glasgow († 7. Mai 2000) zurück, der mit einer bösartigen Tumorerkrankung Patient im Universitätsklinikum Erlangen war und dort immer wieder auf schwer kranke Kinder und Jugendliche traf, die er beschloss mit einem Toy Run zu unterstützen. Organisiert wird dieser Toy Run seit 2001 vom Verein Toy Run – Träume für kranke Kinder Erlangen e. V.

### Marktoberdorf
Ein weiterer Toy Run fand erstmals 2003 in Marktoberdorf statt. Im Jahr 2004 wurde der Trägerverein TOY RUN MOD e. V. gegründet, der seitdem den jährlichen Toy Run in Marktoberdorf organisiert.

### Berlin
Der Toy Run Berlin sammelt seit 1995 mit einem Demonstrationskorso gegen die Sparpolitik des Senats quer durch die Hauptstadt Spielzeug und Geldspenden für Berliner Kinderheime, Kitas, Jugendeinrichtungen und Frauenhäuser. Kamen beim ersten Toy Run 1995 gerade mal 80 Motorräder zusammen, zieht die Benefizveranstaltung nun bis zu über 800 Biker mit den verschiedensten Zweirädern, Mopeds und Trikes an. Der Toy Run dauert seit mehreren Jahren zwei Tage lang. Am Samstag folgt dem rund 90 Minuten langen Korso ein großes Musik- und Familienfestival mit bis zu 3.000 Besuchern, auf dem weiter Spenden gesammelt werden. Am Sonntag folgt das große Kinderfest, das nun bereits nochmals über 1.000 Kinder und Eltern zum Toy Run lockt. So kommen jährlich zwischen 4.000 und 6.000 Euro Spenden zusammen, die schnell, direkt und unbürokratisch an bedürftige Kinder- und Jugendeinrichtungen gespendet werden.